# Shapshal
El Shapshal ( en ruso: Шапшал, es un macizo montañoso de Rusia en la frontera de la república de Altái y de la de Tuvá. Marca la línea divisoria de aguas de los ríos del sistema del Obi, como el Chulyshman, y la de los afluentes por la izquierda del Yeniséi, como los ríos Alash y Jemchik. La longitud del macizo es de 150 kilómetros. Se eleva hasta los 3 507 metros de altitud.

## Geografía

### Topografía
El Shapshal es un eslabón estrecho de aproximadamente 20 kilómetros de anchura que se extiende hacia el sur sobre 150 kilómetros. Está delimitado al norte por el arco de Sayan a los montes del Pequeño Abakan, y al sur por el Tsagan-Shibetu. En el este tiene montañas poco elevadas que van en dirección sur, con el monte Kozer, el monte Moinalyk, el monte Tyrvangoi, el monte Mozur-Taiga y el Monte Alto (Vysoki).
El macizo está formado sobre todo de micaesquistos y sus pendientes están cubiertas principalmente de tundra alpina, mientras que el bosque de caducifolias se encuentra en los valles.
Los relieves son de forma alpina con puertos de montaña entre 2 700 y 3 300 metros de altitud. Una decena de cumbres sobrepasa los 3 300 metros, lo que tiene gran interés para los alpinistas. 
El col de Kyzylbaljash ( 2 213 metros), conocido de los excursionistas, se encuentra al norte del macizo en la frontera de la república de Tuvá, de la república de Altái y de la de Jakasia.

### Hidrografía
En su vertiente oriental nace el río Jemchik y algunos de sus afluentes. Los más importantes son el Alach, el río Shui y el río Choon-Jem. Los afluentes por la margen derecha del Chulyshman nacen en la vertiente occidental del macizo. Entre ellos están el Saigonysh, el Uzun-Oiuk, el Oin-Oru y el Tutu-Oiuk.
Hay igualmente veintisiete glaciares que cubren una superficie total de 11 km².

## Fuente
- Esta obra contiene una traducción  derivada de «Шапшальский хребет» de Wikipedia en ruso, concretamente de esta versión, publicada por sus editores bajo la Licencia de documentación libre de GNU y la Licencia Creative Commons Atribución-CompartirIgual 4.0 Internacional.

- Datos: Q2956490